# 1. division 2019
La 1. division 2019 è  il campionato di football americano di secondo livello, organizzato dalla DAFF.

## Squadre partecipanti
| Club                   | Città        | Stadio | Sponsor ufficiale | Risultato nella stagione 2018 |
| ---------------------- | ------------ | ------ | ----------------- | ----------------------------- |
| Amager Demons          | Tårnby       |        |                   |                               |
| Copenhagen Tomahawks   | Copenaghen   |        |                   |                               |
| Esbjerg Hurricanes     | Esbjerg      |        |                   |                               |
| Herlev Rebels          | Herlev       |        |                   |                               |
| Kristianstad Predators | Kristianstad |        |                   |                               |
| Kronborg Knights       | Helsingør    |        |                   |                               |
| Midwest Musketeers     | Viborg       |        |                   |                               |
| Ørestaden Spartans     | Kastrup      |        |                   |                               |

## Stagione regolare

### Prima fase

#### Calendario

##### 1ª giornata
| Helsingør 6 aprile 2019, ore 15:00 | Kronborg Knights | 27 – 6 referto | Copenhagen Tomahawks | Knights Field |

| Herlev 7 aprile 2019, ore 14:00 | Herlev Rebels | 0 – 36 referto | Ørestaden Spartans | Kildegårdsskolen |

##### 2ª giornata
| Skive 14 aprile 2019, ore 14:00 | Midwest Musketeers | 7 – 26 referto | Esbjerg Hurricanes | Resen Skole |

##### 3ª giornata
| Kastrup 19 aprile 2019, ore 14:00 | Amager Demons | 22 – 26 referto | Ørestaden Spartans | Bag Amagerhallen |

| Copenaghen 20 aprile 2019, ore 14:00 | Copenhagen Tomahawks | 12 – 6 referto | Herlev Rebels | Valby Idrætspark |

##### 4ª giornata
| Esbjerg 27 aprile 2019, ore 14:00 | Esbjerg Hurricanes | 42 – 0 referto | Copenhagen Tomahawks | Skibhøj Idrætsanlæg |

| Herlev 28 aprile 2019, ore 14:00 | Herlev Rebels | 0 – 22 referto | Amager Demons | Kildegårdsskolen |

##### 5ª giornata
| Copenaghen 4 maggio 2019, ore 14:00 | Ørestaden Spartans | 30 – 2 referto | Midwest Musketeers | Boldfælleden |

##### 6ª giornata
| Helsingør 11 maggio 2019, ore 14:00 | Kronborg Knights | 0 – 31 referto | Ørestaden Spartans | Knights Field |

| Esbjerg 12 maggio 2019, ore 14:00 | Esbjerg Hurricanes | 40 – 36 referto | Amager Demons | Skibhøj Idrætsanlæg |

##### 7ª giornata
| Viborg 17 maggio 2019, ore 14:00 | Midwest Musketeers | 46 – 6 referto | Herlev Rebels | Viborg Katedralskole |

##### 8ª giornata
| Helsingør 25 maggio 2019, ore 14:00 | Kronborg Knights | 22 – 23 referto | Esbjerg Hurricanes | Knights Field |

| Copenaghen 26 maggio 2019, ore 14:00 | Copenhagen Tomahawks | 26 – 58 referto | Amager Demons | Valby Idrætspark |

##### 9ª giornata
| Esbjerg 30 maggio 2019, ore 14:00 | Esbjerg Hurricanes | 42 – 8 referto | Midwest Musketeers | Skibhøj Idrætsanlæg |

##### 10ª giornata
| Helsingør 2 giugno 2019, ore 14:00 | Kronborg Knights | 58 – 6 referto | Herlev Rebels | Knights Field |

##### 11ª giornata
| Copenaghen 9 giugno 2019, ore 14:00 | Ørestaden Spartans | 38 – 0 referto | Copenhagen Tomahawks | Boldfælleden |

##### 12ª giornata
| Copenaghen 15 giugno 2019, ore 14:00 | Copenhagen Tomahawks | - – - (annullata) referto | Kronborg Knights | Valby Idrætspark |

| Kastrup 15 giugno 2019, ore 14:00 | Amager Demons | - – - (annullata) referto | Midwest Musketeers | Bag Amagerhallen |

| Copenaghen 16 giugno 2019, ore 14:00 | Ørestaden Spartans | 50 – 0 (a tavolino) referto | Herlev Rebels | Boldfælleden |

##### 13ª giornata
| Skive 23 giugno 2019, ore 14:00 | Midwest Musketeers | 8 – 42 referto | Esbjerg Hurricanes | Hancock Arena |

##### 14ª giornata
| Kastrup 30 giugno 2019, ore 14:00 | Amager Demons | 22 – 14 referto | Kronborg Knights | Bag Amagerhallen |

#### Classifica
La classifica della regular season è la seguente:
- PCT = percentuale di vittorie, G = partite giocate, V = partite vinte,  P = partite perse, PF = punti fatti, PS = punti subiti

| Pos. | Squadra              | PCT   | G | V | N | P | PF  | PS  |
| ---- | -------------------- | ----- | - | - | - | - | --- | --- |
| 1    | Esbjerg Hurricanes   | 1.000 | 6 | 6 | 0 | 0 | 215 | 81  |
| 2    | Ørestaden Spartans   | 1.000 | 6 | 6 | 0 | 0 | 211 | 24  |
| 3    | Amager Demons        | .600  | 5 | 3 | 0 | 2 | 160 | 106 |
| 4    | Kronborg Knights     | .400  | 5 | 2 | 0 | 3 | 121 | 88  |
| 5    | Copenhagen Tomahawks | .200  | 5 | 1 | 0 | 4 | 44  | 171 |
| 6    | Midwest Musketeers   | .200  | 5 | 1 | 0 | 4 | 71  | 146 |
| 7    | Herlev Rebels        | .000  | 6 | 0 | 0 | 6 | 18  | 224 |

### Seconda fase

#### Parte alta

##### Calendario

###### Turno 1
| Copenaghen 18 agosto 2019, ore 14:00 | Ørestaden Spartans | 14 – 6 referto | Amager Demons | Boldfælleden |

###### Turno 2
| Esbjerg 24 agosto 2019, ore 14:00 | Esbjerg Hurricanes | 50 – 0 (a tavolino) referto | Kristianstad Predators | Skibhøj Idrætsanlæg |

###### Turno 3
| Kastrup 31 agosto 2019, ore 14:00 | Amager Demons | 32 – 35 referto | Esbjerg Hurricanes | Bag Amagerhallen |

###### Turno 4
| Copenaghen 8 settembre 2019, ore 14:00 | Ørestaden Spartans | 50 – 0 (a tavolino) referto | Kristianstad Predators | Boldfælleden |

###### Turno 5
| Kristianstad 14 settembre 2019, ore 14:00 | Kristianstad Predators | 0 – 50 (a tavolino) referto | Amager Demons | Kristianstads IP |

###### Turno 6
| Esbjerg 21 settembre 2019, ore 14:00 | Esbjerg Hurricanes | 31 – 20 referto | Ørestaden Spartans | Skibhøj Idrætsanlæg |

##### Classifica
La classifica della parte alta della seconda fase è la seguente:
- PCT = percentuale di vittorie, G = partite giocate, V = partite vinte,  P = partite perse, PF = punti fatti, PS = punti subiti

| Pos. | Squadra                | PCT   | G | V | N | P | PF  | PS  |
| ---- | ---------------------- | ----- | - | - | - | - | --- | --- |
| 1    | Esbjerg Hurricanes     | 1.000 | 3 | 3 | 0 | 0 | 116 | 52  |
| 2    | Ørestaden Spartans     | .667  | 3 | 2 | 0 | 1 | 84  | 37  |
| 3    | Amager Demons          | .333  | 3 | 1 | 0 | 2 | 88  | 49  |
| 4    | Kristianstad Predators | .000  | 3 | 0 | 0 | 3 | 0   | 150 |

#### Parte bassa

##### Calendario

###### Turno 1
| Helsingør 17 agosto 2019, ore 13:00 | Kronborg Knights | 29 – 14 referto | Copenhagen Tomahawks | Knights Field |

###### Turno 2
| Herlev 25 agosto 2019, ore 14:00 | Herlev Rebels /Holbæk Red Devils | 0 – 35 referto | Midwest Musketeers | Kildegårdsskolen |

###### Turno 3
| Skive 31 agosto 2019, ore 14:00 | Midwest Musketeers | 14 – 20 referto | Kronborg Knights | Resen Skole |

###### Turno 4
| Copenaghen 8 settembre 2019, ore 14:00 | Copenhagen Tomahawks | 58 – 12 referto | Herlev Rebels/ Holbæk Red Devils | Valby Idrætspark |

###### Turno 5
| Viborg 15 settembre 2019, ore 14:00 | Midwest Musketeers | 38 – 46 referto | Copenhagen Tomahawks | Vestervang Skole |

###### Turno 6
| Helsingør 21 settembre 2019, ore 15:30 | Kronborg Knights | 53 – 0 referto | Herlev Rebels/ Holbæk Red Devils | Knights Field |

##### Classifica
La classifica della parte bassa della seconda fase è la seguente:
- PCT = percentuale di vittorie, G = partite giocate, V = partite vinte,  P = partite perse, PF = punti fatti, PS = punti subiti

| Pos. | Squadra                          | PCT   | G | V | N | P | PF  | PS  |
| ---- | -------------------------------- | ----- | - | - | - | - | --- | --- |
| 1    | Kronborg Knights                 | 1.000 | 3 | 3 | 0 | 0 | 102 | 28  |
| 2    | Copenhagen Tomahawks             | .667  | 3 | 2 | 0 | 1 | 118 | 79  |
| 3    | Midwest Musketeers               | .333  | 3 | 1 | 0 | 2 | 87  | 66  |
| 4    | Herlev Rebels/ Holbæk Red Devils | .000  | 3 | 0 | 0 | 3 | 12  | 146 |

## Finali

### Parte alta
| Esbjerg 29 settembre 2019, ore 14:00 | Esbjerg Hurricanes | 6 – 0 referto | Ørestaden Spartans | Skibhøj Idrætsanlæg |

### Parte bassa
| Helsingør 29 settembre 2019, ore 14:00 | Kronborg Knights | 2 – 20 referto | Copenhagen Tomahawks | Knights Field |

## Verdetti
- Esbjerg Hurricanes e  Ørestaden Spartans promossi